# Mumie

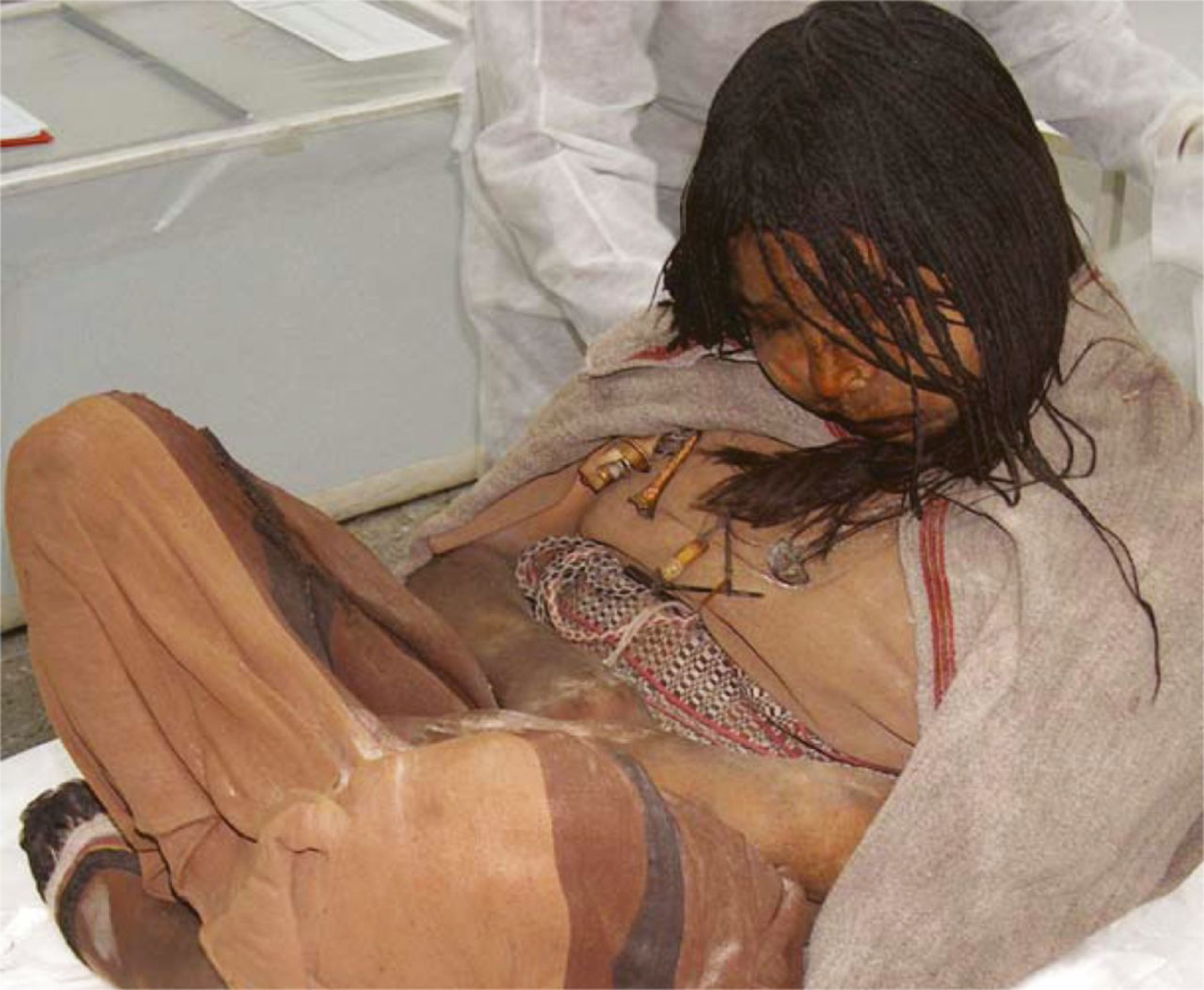
Mumie asi patnáctileté incké dívky, která byla před 500 lety obětována bohům

Mumie je mrtvé tělo člověka nebo zvířete, které bylo zachováno buď přirozeně (mrazem, vysušením pískem apod.) nebo uměle (balzamováním). K náhodné mumifikaci dochází, pokud se mrtvé tělo nachází ve vhodných přírodních podmínkách. Řada lidských kultur vyvinula chemický proces balzamování, při kterém se dosahovalo stejného výsledku. Obvykle se tak dělo z náboženských důvodů. Hmotnost dospělého člověka se při úplné mumifikaci změní na 5 až 7 kilogramů.

## Druhy mumií

### Uměle vytvořené mumie
Nejznámějšími mumiemi jsou ty, které byly uměle nabalzamovány. Tímto zvykem proslul především Starověký Egypt.
Egypťané věřili, že tělo obsahuje několik duší, z nichž nejdůležitější jsou Ba a Ka. Aby mohl člověk žít posmrtně, musely se jeho duše v hrobce znovu spojit s tělem mumie. Aby urychlili vysoušení a zamezili rozkladu, odstraňovali Egypťané z těla orgány a mumii pokrývali natronem. Teprve potom mohlo být tělo omyto aromatickými látkami a ovinuto vrstvami plátěné bandáže.
Kromě Egypta byly úmyslně vytvořené mumie nalezeny také v Číně, Tibetu, v Japonsku, na Tenerife, na Sicílii, na mnoha místech Jižní Ameriky a jinde.

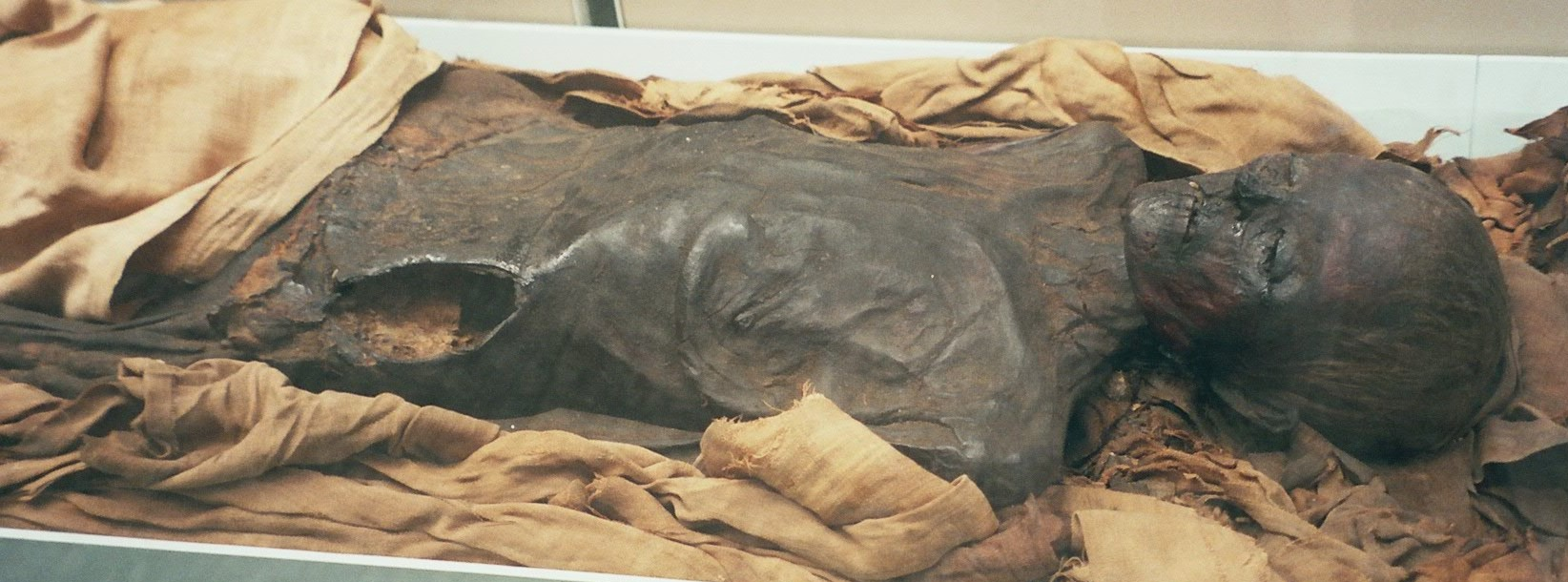
Mumie v Britském muzeu

### Přírodní mumie
Dochovaly se také mumie vytvořené působením specifických přírodních podmínek, například extrémního chladu („Ledový muž“ Ötzi), horkého pouštního písku nebo podmínkami některých močálů (Tollundský muž). Mumie tohoto druhu byly nalezeny po celém světě a některé z nich patří mezi nejstarší mumie. Velmi dobře zachovalá těla pocházejí z oblasti Peru, kde byla uchována buď zásluhou horkého, suchého podnebí na pobřeží, nebo ve studeném podnebí And.

## Zkoumání
Pro průzkum vnitřního obsahu objevené mumie se užívá rentgenová radiografie jako jedna z nedestruktivních metod.

## Původ slova
České slovo mumie pochází ze středověkého latinského slova mumia, které bylo odvozeno z arabského múmíja (مومية), což znamená „živice“. Egypťané své mumie často natírali tmavou smolou a mumifikovaná těla byla na povrchu zčernalá a křehká. Arabové, kteří Egypt roku 641 dobyli, usoudili, že se jedná o živice (formami živic jsou například asfalt nebo dehet). Samotné arabské slovo pochází z perského označení pro živici (rovněž múmíja). V tomto jazyce je slovo příbuzné výrazu múm, tedy „vosk“. Dějepisci ze Starověkého Řecka uvádějí, že Peršané někdy mumifikovali své krále a šlechtu voskem; v Egyptě tento zvyk nicméně zdokumentován nebyl.

## Mumie ve starověkém Egyptě

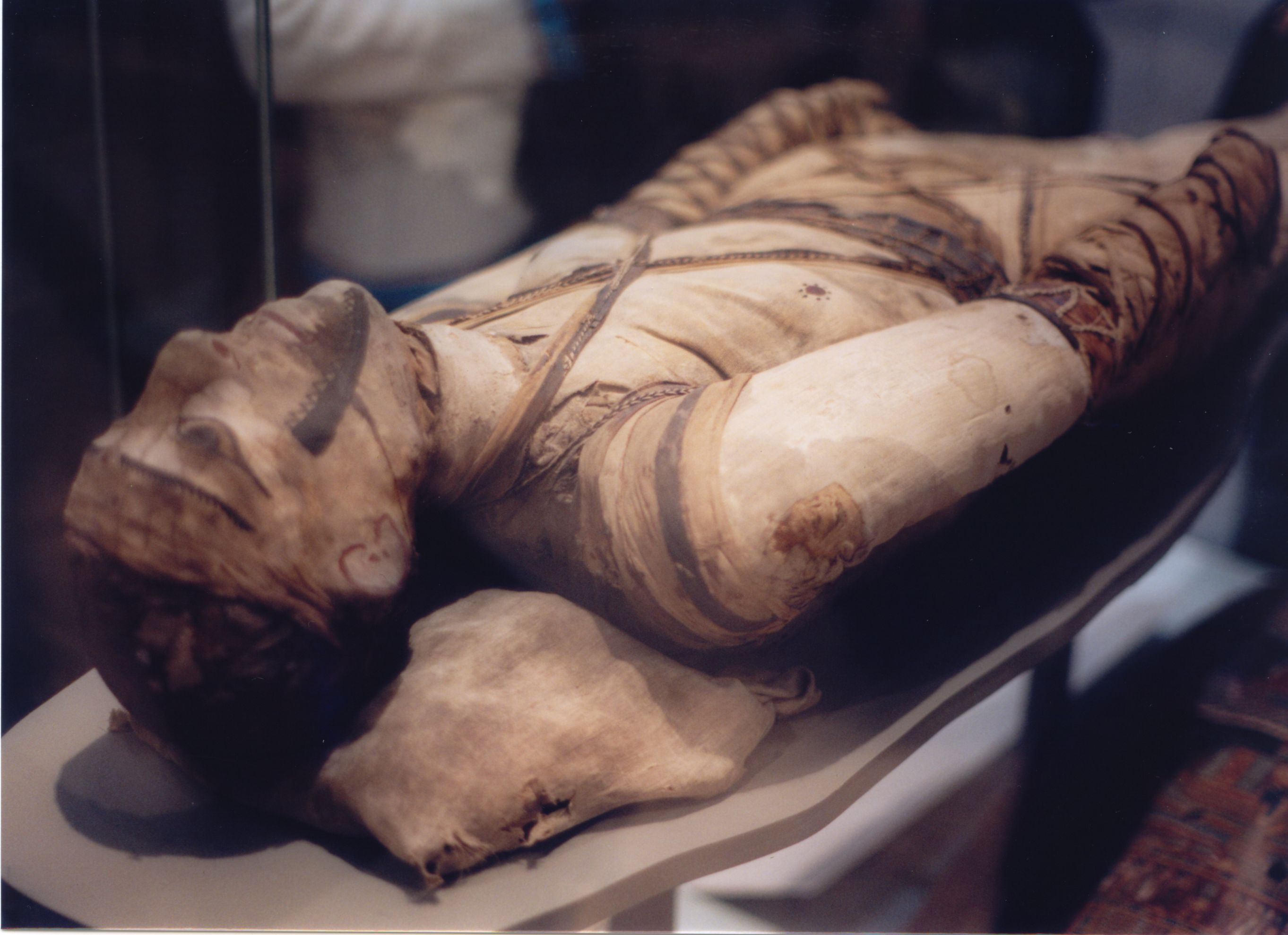
Mumie v Britském muzeu

Nejstarší známé egyptské mumie pocházejí z doby kolem roku 3600 př. n. l. Již tehdy byl uplatňován jistý postup balzamování. Mrtvého člověka většinou pohřbili pozůstalí a kněží do mělkého písečného hrobu, obvykle ve skrčené poloze, s hlavou na jih a tváří obrácenou na západ. Spolu s mrtvým se pohřbívaly také předměty a nádoby s jídlem a pitím, což naznačuje existenci víry v posmrtný život. Z tohoto období sice nepocházejí žádné písemné záznamy, ale náboženské představy byly zřejmě podobné těm z pozdějších let.
Horký písek tělo po pohřbení vysušil a konzervoval. Jedna z nejznámějších mumií vzniklých tímto způsobem se nazývá Zrzek a je uložena v Britském muzeu.
Později Egypťané pohřbívali v jednoduchých rákosových koších a dřevěných hrobkách. I první dynastie se pokoušely těla svých zemřelých uchovávat, aby mohly jejich duše vstoupit do posmrtného života. Zkušenosti získávali mimo jiné mumifikací posvátných zvířat: ibis, sokolů, krokodýlů a koček.

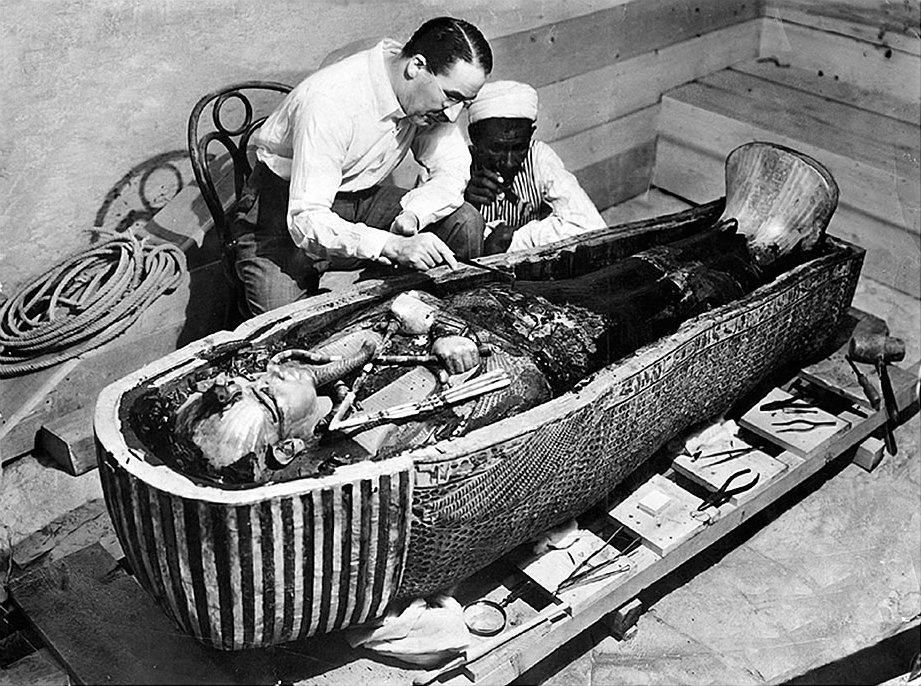
Britský archeolog Howard Carter v hrobce faraona Tutanchamona

### Postup balzamování
Egypťané považovali mumifikaci za tajný a posvátný proces, takže ho málokdy zaznamenávali. Výjimkami jsou obrázky na rakvi z Džedbastiufangu přibližně z roku 600 př. n. l., která je uložena v hildesheimském muzeu, a také popisy některých cizinců. Starořecký historik Hérodotos zaznamenal jako jeden z mála postup balzamování v roce 450 př. n. l..
Práci vykonávali nejen balzamovači, kteří potřebovali hluboké znalosti lidské anatomie, ale také kněží odříkávající patřičné magické formule.
Balzamování začínalo krátce poté, co osoba zemřela, aby se předešlo rozkladu. Běžná mumifikace trvala kolem 70 dní, podle potřeby však mohla trvat i déle. Stavitelé a umělci mezitím zajišťovali poslední stavební práce a úpravy v hrobce zemřelého.

#### Odstranění mozku
Prvním krokem bylo odstranění všech vnitřních orgánů, které se jinak velmi rychle rozkládají. Do levé nosní dírky bylo strčeno dlátko, kterým byla proražena tenká kost mezi nosem a dutinou lebeční. Vzniklým otvorem pak byl vytažen mozek měděnými háčky. Jiná možnost spočívala v otevření lebky v oblasti za levým okem; mozek byl následně rozsekán drátem s háčkem na konci a vytažen zvláštní tyčkou či lžící. Existoval také způsob, jak mozek rozložit louhem. V pozdních obdobích byl mozek v mumii někdy ponecháván, aby se v průběhu času sám rozpadl.

#### Odstranění dalších orgánů
Následně bylo tělo na levé straně rozříznuto pazourkovým rituálním nožem (Hérodotos tvrdí, že čepel byla z obsidiánu, tedy sopečného skla, které se do Egypta muselo dovážet z Etiopie, avšak všechny zatím nalezené nože měly čepel z pazourku). Podle Hérodota byl člověk, který tělo rozřízl, po tomto úkonu rituálně vyhnán, neboť lidské tělo bylo považováno za posvátné a bylo zapovězeno ho poškozovat.
Pak byl odstraněn žaludek, střeva, plíce, a játra; tyto orgány se balzamovaly samostatně a ukládaly se do nádobek zvaných kanopy. Ty byly vyzdobeny symboly Hórových synů, kteří vnitřnosti střežili: Imset (lidská hlava) na kanopě pro játra, Kibehsenef (hlava sokola) na kanopě pro střeva, Hapi (hlava paviána) na kanopě pro plíce a Duamutef (hlava šakala) na kanopě pro žaludek. Tento zvyk vznikl kolem roku 2000 př. n. l., zprvu se však vyráběly kanopy pouze s lidskými hlavami; zpodobnění Hórových synů se začalo používat teprve v roce 1500 př. n. l.. Přibližně od roku 1000 př. n. l. se začaly zabalené orgány vkládat zpět do mumie, avšak prázdné kanopy se do hrobek ukládaly i nadále.
Srdce bylo v těle ponecháno, protože bylo považováno za nejdůležitější orgán a věřilo se, že jej mrtvý bude potřebovat pro soud na onom světě.

#### Vysoušení těla

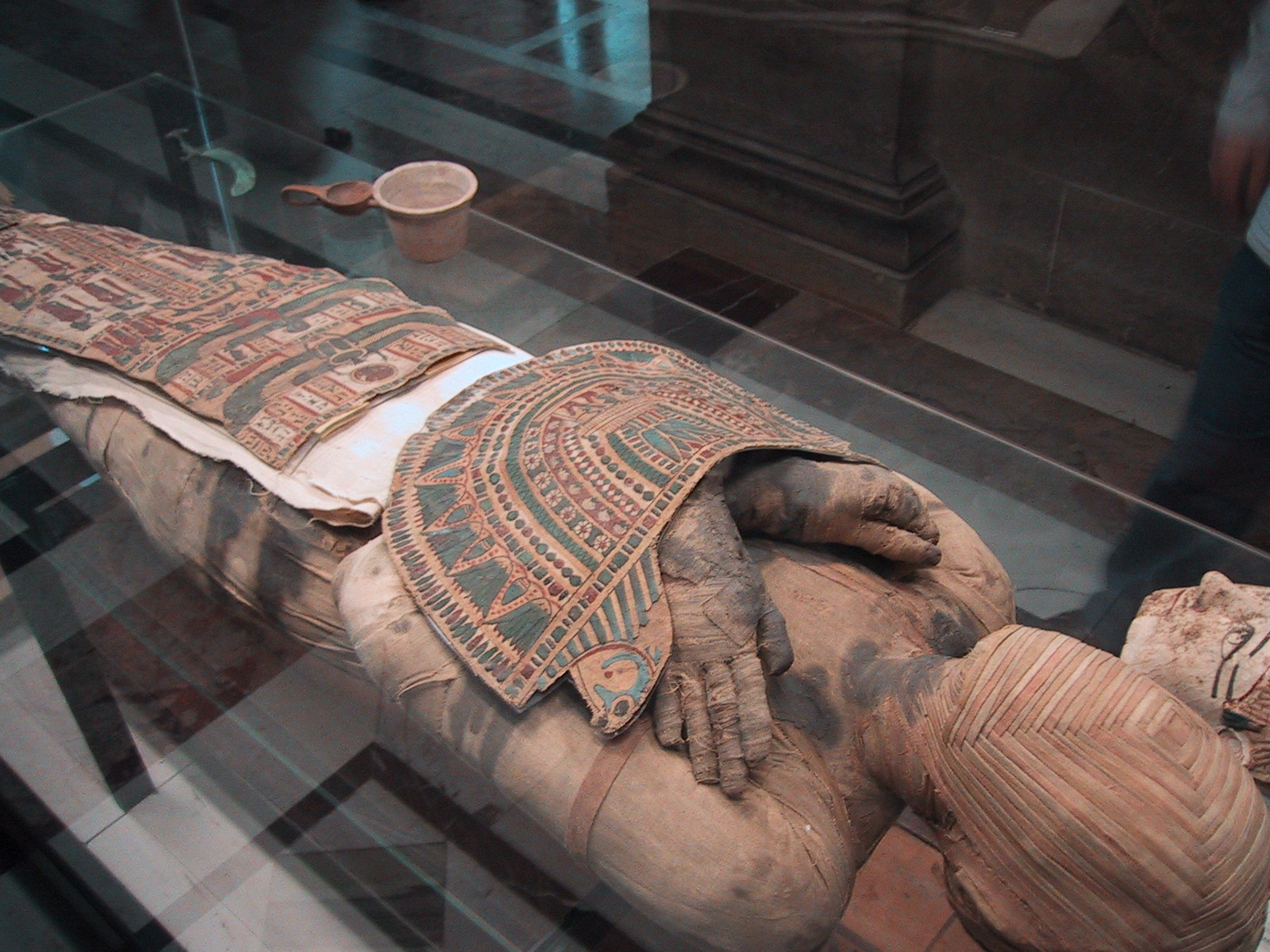
Egyptská mumie v muzeu v Louvru

Tělní dutina byla poté vymyta palmovým vínem, jehož vysoký obsah alkoholu zahubil všechny hnilobné bakterie, které se mezitím již začaly rozmnožovat. Do dutiny se rovněž vložila myrha a jiné koření, načež byl otvor zašit. Tělo bylo potřeno aromatickými látkami a obaleno natronem, což je přírodní sůl (dekahydrát uhličitanu sodného); získávala se z pouštních jezer poblíž Káhiry. Mumie byla ponechána v horku po dobu 70 dnů. Díky vysoušení natronem se stala pružnější a více podobnou žijícímu člověku než těla vysušená v písku.
Na zašitou ránu v levé části těla byla položena balzamovací destička z kovu nebo vosku, jež byla ozdobena Hórovým okem. Symbolicky řez zacelovala.

#### Balení těla
Po vysušení těla se mumie zabalila do plátěných bandáží a rubášů. Na tělo se spotřebovalo až 20 vrstev, což je kolem 375 m2; čím více vrstev mumie měla, tím lépe držela tvar. První vrstvu obvykle tvořil rubáš, pak se pásy plátna vedly křížem od pravého ramene přes hlavu a zauzlovaly se na temeni. Preciznost a způsob zabalení se v průběhu let značně měnily, takže je podle bandáží možné určit období mumifikace těla.
Mezi jednotlivé vrstvy bandáží se nalévala horká smola (pryskyřice), díky níž obvazy lépe držely. Do smoly se často přidávala také myrha a kadidlo. Celkem trvalo balení asi 15 dní, neboť bylo třeba vždy počkat, až smola zaschne.
Aby byl mrtvý chráněn v posmrtném životě, byly mezi vrstvy plátna vkládány také magické amulety (až několik set), které měly často zpodobňovat zvířata, rostliny, nebo části lidského těla. Na určená místa se umisťovaly podle pokynů Knihy mrtvých. Občas se mezi bandáže umisťovaly také šperky zemřelého. Kromě amuletů se na mumii jako ochrana zapisovaly také magické formule a texty.

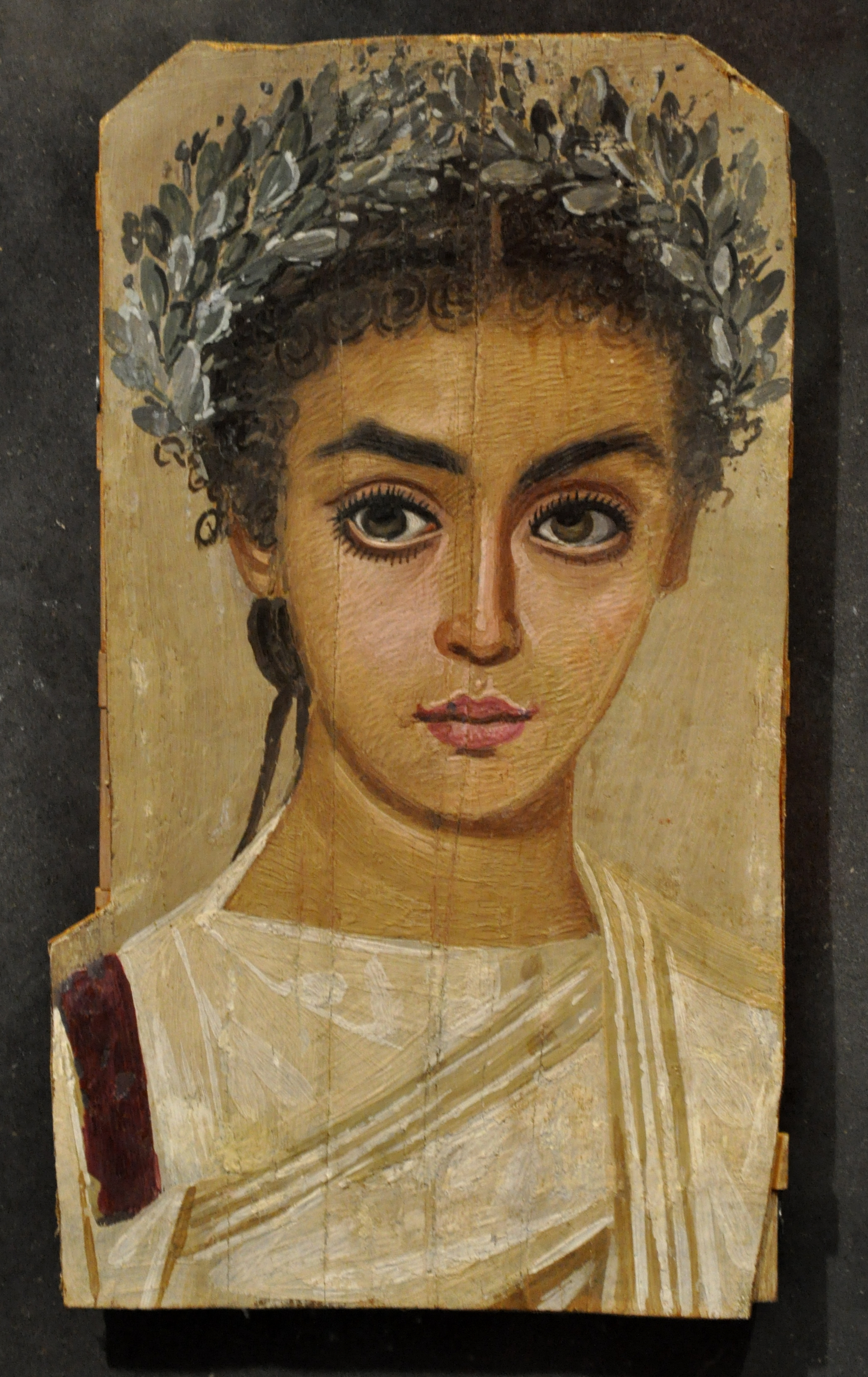
Mumiový portrét dívky z 2. století, fajjúmské mumiové portréty

Používaly se mimo jiné tyto tři amulety:
- Ankh, symbol života
- Skarabeus, symbol znovuzrození
- Šén, symbol věčnosti a úplnosti

### Rakve
Po zabalení byla mumie zpravidla vložena do rakve. Ta v raných obdobích vypadala jako obyčejná nezdobená dřevěná truhla. V období Střední říše se objevil zvyk (zejména u majetnějších) využívat dvě rakve, vnější a vnitřní. Pro období Nové říše jsou typické rakve ve tvaru mumie.
Souprava rakví se skládala celkem z pěti částí. Spodní část vnější rakve byla nejmasivnější a spočívala na zemi, přikrývalo ji víko vnější rakve (často pomalované a pozlacené). Uvnitř vnější rakve se nacházela vnitřní rakev, opět rozdělená na spodní část a víko. Samotná mumie pak byla chráněna krytem, vyrobeným většinou z kartonáže. Z kartonáže se většinou vyráběla také vnitřní rakev, někdy dokonce z jediného kusu; v tom případě musela být mumie umístěna dovnitř ještě předtím, než plátno vyschlo, a pak byla rakev zezadu zašněrována jako korzet.

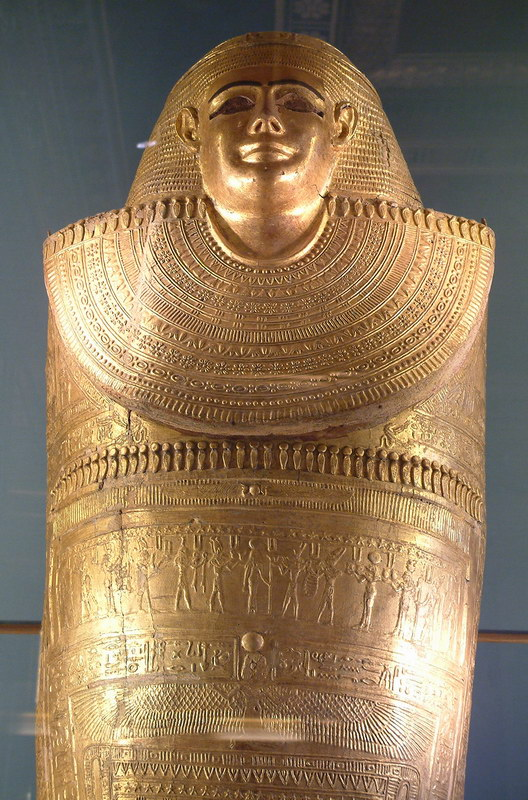
Sarkofág v muzeu v Louvru

V pozdních obdobích se stala výroba a prodej rakví výnosným obchodem a jejich povrch byl zdoben čím dál složitěji. Za nadvlády Říma se stalo zvykem, že byl na rakvi namalován zemřelý, jenž v ní byl pochován.

### Sarkofág
Sarkofágy byly rakve vyrobené z kamene, do které byly ukládány mumie nejvýznamnějších osob (až do roku 1380 př. n. l. pouze faraonů), a to zejména proto, že byly velmi drahé a nesmírně těžké (v řádu tun). V překladu slovo sarkofág znamená pojídač masa, neboť Řekové věřili, že maso do něj vložené se působením okolního kamene může rozplynout.
Zpočátku byly i sarkofágy jednoduchého obdélníkovitého tvaru. Později se obvykle upravovaly do zaobleného tvaru, který připomínal v nich uložené mumie. Také se stalo zvykem do kamene vytesat tvář mrtvého a po stranách sarkofág vyzdobit magickými symboly a hieroglyfy.
Z důvodu velké hmotnosti se většinou umisťovaly do hrobky prázdné a těla do nich byla vkládána teprve přímo na místě.

### Maska
Maska mumii zakrývala obličej; případně mohla nahrazovat také hlavu, pokud se poškodila. Většinou mrtvého idealizovala a měla dokonalé rysy.
Nejbohatší zemřelí měli masky často bohatě vykládané; zřejmě všichni faraoni měli masky zhotoveny z ryzího zlata a drahokamů. Používání zlata odkazuje na kult Boha Slunce. Méně významné osoby mohly mít masky ze dřeva či z kartonáže (drť papíru a plátna slepená sádrou nebo smůlou). Tento typ masek se rozšířil zejména za doby nadvlády Řecka a Říma.
Nejslavnější posmrtnou maskou je zlatá maska Tutanchamonova.

### Pohřeb

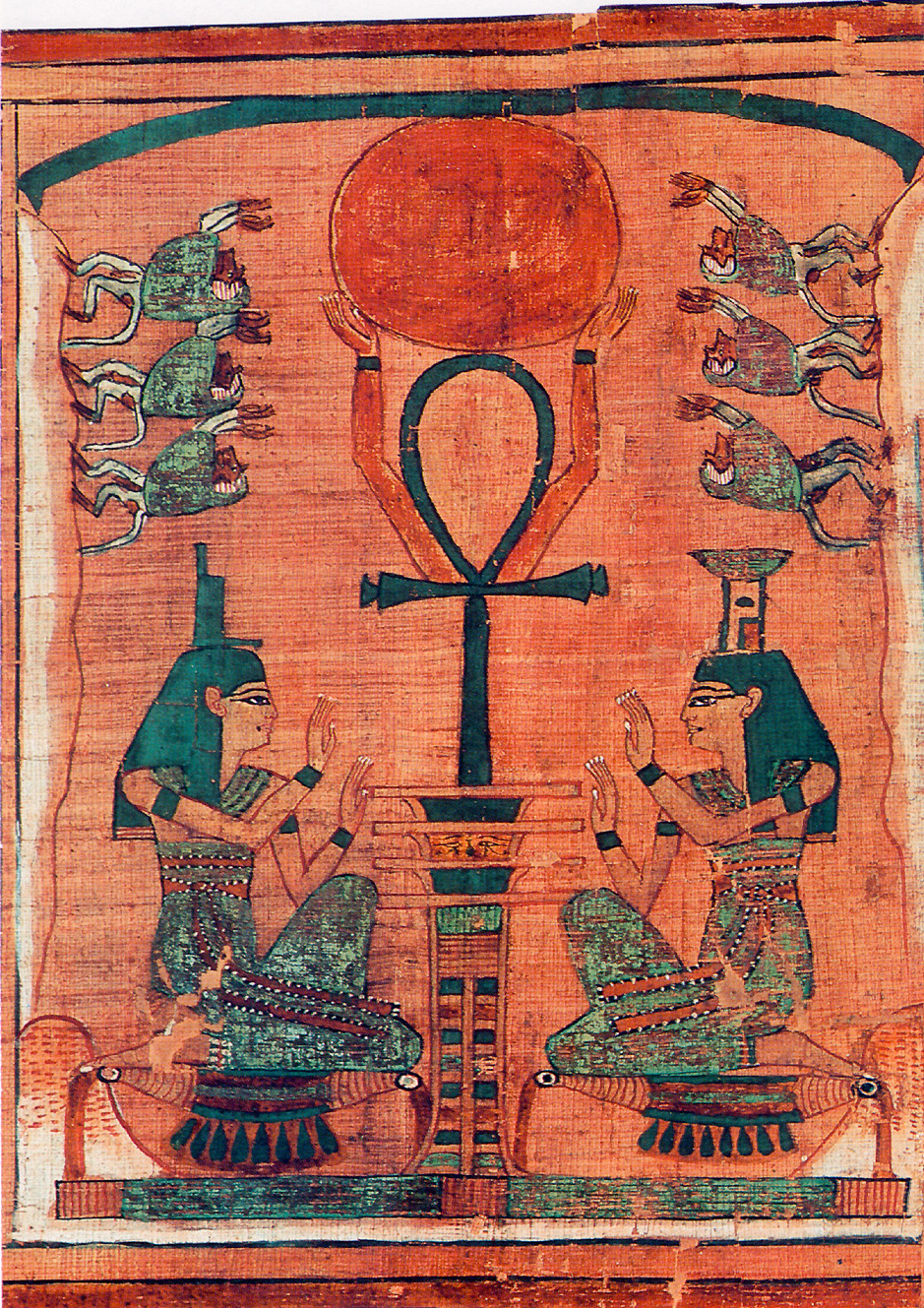
Kniha mrtvých

Pohřeb závisel na tom, jak významným člověkem byl zemřelý za svého života. Pokud byl na nízkém stupni společenského žebříčku, byla mumie položena do prosté hrobky nebo do jednoho z výklenků ve větší hrobce. Rakve lidí ve vyšším postavení byly často umístěny ve zvláštních vnějších rakvích, které byly často velké a zdobené. Lidé s nejvyšším společenským postavením (faraoni a vysocí úředníci) měli většinou kamenný sarkofág a vlastní, bohatě zdobenou hrobku.
Důležitým obřadem bylo tzv. otevírání úst mumie, které spočívalo v tom, že se kněz dotkl mumie nebo rakve zvláštní tyčkou s háčkem. To mělo vzkřísit vědomí pohřbívaného, aby mohl v posmrtném životě jíst, pít, mluvit a dýchat.
Do hrobky byly kromě mumie často umisťovány také věci, které by mohla potřebovat na onom světě: šperky, oblečení, jídlo, nábytek a podobně. Tutanchamon byl nalezen se svými hračkami z dětství. Důležité byly figurky takzvaných vešebtů, dělníků, kteří měli místo mrtvého pracovat na nebeských polích pro boha Osirida. Na počátku Nové říše stačil jediný šabtí, kolem roku 1000 př. n. l. se do hrobů vkládalo 401 pracovníků: jeden pro každý den v roce a 36 drábů s biči.

### Mumifikace zvířat

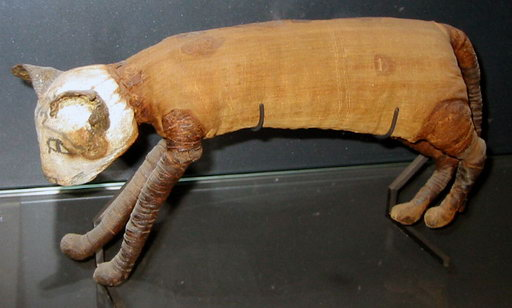
Mumifikovaná kočka

Egypťané s oblibou mumifikovali také zvířata. Velmi pečlivě si počínali u domácích mazlíčků, které pak ukládali do hrobky společně s majitelem, aby mu v posmrtném životě mohli dělat společnost.
Ve většině případů byla ale balzamována divoká zvířata, a to proto, že je Egypťanů považovali za představitele nebo posly bohů. Nejčastěji mumifikovanými zvířaty byli ibisové, kočky, sokoli, krokodýli, krávy, divocí psi a šakali, kobry, brouci skarabeové a býci, ale také husy, rejsci, malé opice a ryby.
Město Bubastis bylo dokonce zasvěceno Bastet, bohyni koček. Zde se kočky balzamovaly, balily a ukládaly na zvláštní kočičí hřbitov.
Jedna egyptská princezna se dokonce nechala mumifikovat se svým domácím mazlíčkem, paviánem.

## Mumie v Jižní Americe
Nejstaršími mumiemi z andské oblasti jsou těla rybářů z pobřeží dnešního Chile a Peru (kultura Chinchorro); pocházejí z doby kolem roku 3000 př. n. l.. Mrtví se tehdy nechávali vysoušet na slunci, přičemž byly někdy odstraňovány také vnitřnosti. Mumifikaci pak prováděla většina národů žijících na území současných států Kolumbie, Ekvádor, Chile a Peru, ať už to bylo pomocí vysoušení na slunci v nížinách, nebo pomocí mrazu ve vysokých polohách And. Někdy se také používalo balzamování pomocí oleje a vysoušení v dýmu.

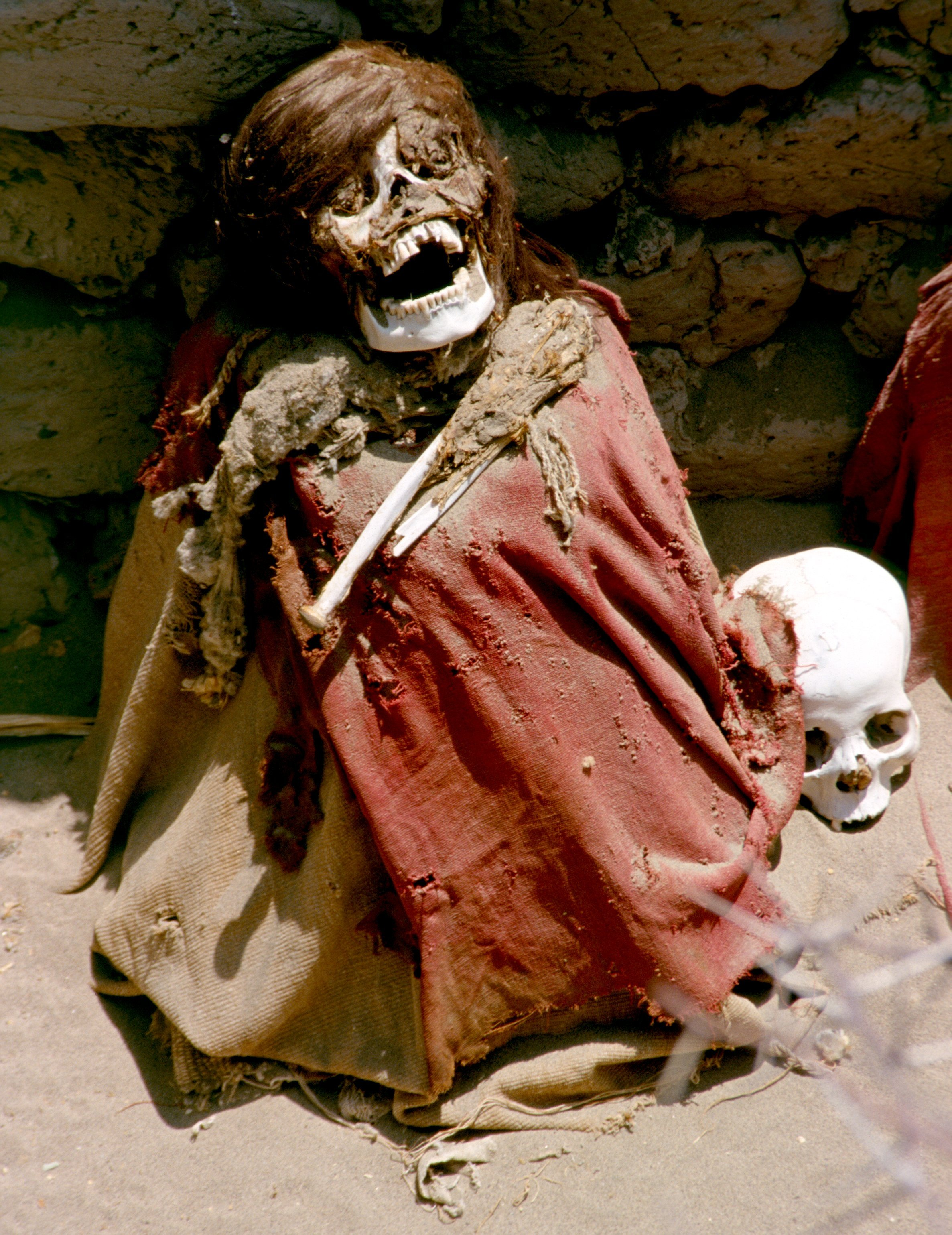
Mumie v Chauchilla v Peru

Nejznámějšími kulturami, které mumifikaci v této oblasti provozovaly, byli Inkové, Chimové, kultura Chancay, kultura Mochica a další. Inkové, kteří před příchodem Evropanů v roce 1532 ovládali většinu andského území, věřili, že se jejich mrtví králové stávají bohy. Rovněž měli ve zvyku obětovat děti a umisťovat je na vrcholy hor; tam byla těla dětí zachována díky velmi chladnému a suchému podnebí.
Indiáni z kmene Jivaro, kteří obývali okolí toku Amazonky nechávali seschnout hlavy svých zabitých nepřátel. Mrtvé mumifikovali také Aztékové.

## Mumie v Severní Americe
Nejstarší (ale málo zachovalá) americká mumie byla nalezena v Spirit Cave v Nevadě roku 1940. Radiouhlíková metoda odhalila, že toto tělo pochází z období kolem 7400 př. n. l. Jiné staré mumie – z prvního století př. n. l. – pocházejí z oblasti Kentucky. Většina severoamerických mumií byla nalezena v jeskyních, například těla Navahů v Arizoně. Chladné zimy na Aljašce umožnily, že se dochovala těla Eskymáků. Naopak obyvatelé blízkých ostrovů Aleut umisťovali své mrtvé do horkých sopečných dutin, čímž je vysoušeli.

### Grónské mumie
V roce 1972 bylo objeveno osm pozoruhodně zachovalých mumií v opuštěné inuitské osadě jménem Qilakitsoq v Grónsku. Jednalo se o těla šestiměsíčního dítěte, čtyřletého chlapce a šesti žen různého věku. Tyto mumie pocházely z období kolem roku 1475. Byly přirozeně zachovány díky teplotám pod 0 °C a arktickým větrům, které vanuly pod skalním převisem, kde byla těla nalezena.

## Mumie v Asii

### Čínské mumie
Nejproslulejší čínskou mumií je markýza Taj. Byla nalezena ve výpravně vybaveném pohřebišti z období dynastie Chan, které odkryli dělníci při budování leteckého úkrytu poblíž města Čchang-ša, a je jedním z nejzachovalejších těl, které bylo kdy nalezeno. Paní Taj zemřela v období mezi léty 178 př. n. l. a 145 př. n. l. a byla nabalzamována impregnací v lázni ze solí rtuti. Její kůže je vláčná a hebká a její vlasy i vnitřní orgány jsou neporušeny.
Jiný pozoruhodný objev byl učiněn v čínské autonomní oblasti Sin-ťiang. V oblasti Tarimské pánve tam byla nalezena těla pocházející z prvního a druhého tisíciletí př. n. l. Z genetického hlediska jsou tyto mumie europoidního indoevropského původu, což naznačuje možnost raného kontaktu západních a východních kultur.

### Japonské mumie
V Japonsku se mumifikaci věnovali někteří buddhističtí kněží jako tradičnímu řemeslu. Mrtvé tělo kněze se vysušilo v kouři velkých svící a bylo umístěno do chrámu, kde bylo uctíváno jako socha. Kněží, kteří se nechali takto mumifikovat, byli nazýváni Nikušin-bucu, což znamená „ztělesněný Buddha“.

## Mumie v Evropě
Stopy mumifikace jsou až 8000 let staré.

### Sicilské mumie

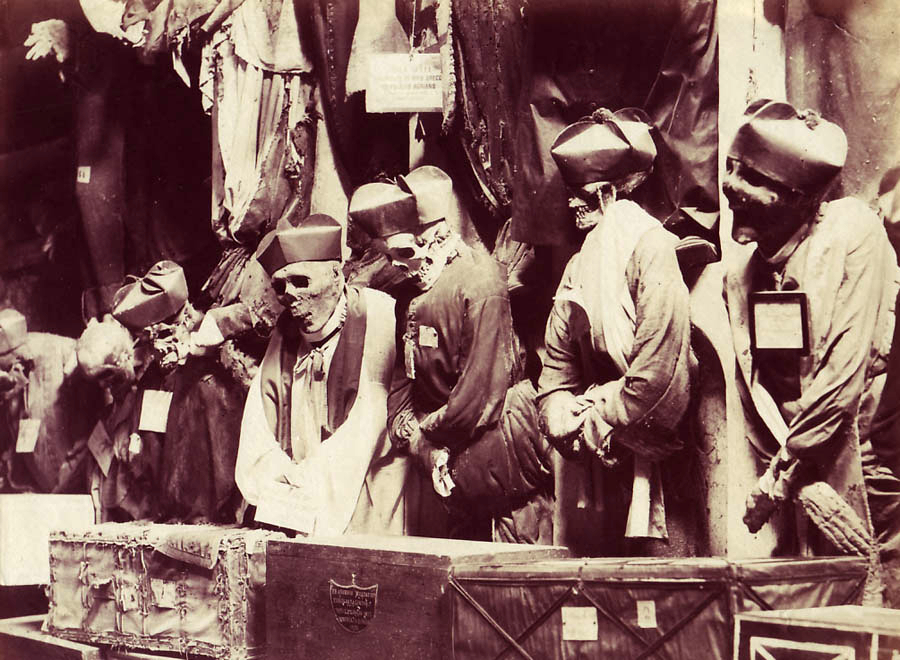
Giuseppe Incorpora: Kapucínské katakomby, Palermo

V katakombách pod katolickým ostrovem města Palermo se nachází 6000 mumií, které byly mezi roky 1599 a 1920 balzamovány tamními mnichy z řádu kapucínů. Zpočátku byli mumifikováni pouze mniši, později také palermští lékaři, právníci a jiní zámožní lidé.
Nejstarší mumie patří páterovi jménem Silvestre da Gubbio. Jeho tělo bylo zbaveno tekutin na kameninových rourách, vysušeno na slunci a před vystavením ještě umyto vinným octem, zabaleno do slámy a vonných bylin a obléknuto. Postupem času se technika balzamování zlepšovala a v 19. století byl vyvinut způsob, který spočíval v napuštění pokožky otrušíkem nebo magnéziovým mlékem. Díky němu byla pokožka jemnější a více se podobala kůži žijícího člověka.
Obyvatelé Palerma nepokládali mumie za nic výjimečného a často své mrtvé předky navštěvovali. Dnes jsou katakomby vyhledávanou turistickou destinací. Mniši již nemumifikují, pouze se starají o to, aby uchovali vystavená těla v dobrém stavu.
Jako poslední byla nabalzamována Rosali Lombardová, která zemřela ve dvou letech v roce 1920. Její tělo zůstalo pozoruhodně zachováno postupem, který vynalezl její otec lékař.

### Mumie z bažin

Muž z Borremose

Ve Velké Británii, Irsku, Německu, Nizozemí, Švédsku a Dánsku bylo nalezeno mnoho těl v rašeliništích. Lze je zařadit do období od pozdní doby železné (kolem roku 500 př. n. l. do pozdního římského období (kolem roku 400). Všechna tato mrtvá těla zřejmě pocházejí ze stejné kultury; lidé, jimž patřila, byli zabiti na souši v zimním období, pravděpodobně jako oběť při náboženském obřadu.
Tělesná schránka se v bažině může zachovat díky chladu, kyselosti vody a nepřítomnosti kyslíku (a tudíž i nepřítomnosti rozkladných bakterií). Kostra se v průběhu let obvykle rozpadne, avšak kůže se přirozeným způsobem impregnuje a vnitřnosti zůstanou neporušeny. V některých případech je podle obsahu žaludku dokonce možné určit, co mrtvý naposledy jedl.
Mezi nejznámější těla nalezená v bažinách patří Lindowský muž, Grauballský muž, žena z Huldreské bažiny a jiné.

### Ötzi
Známou přirozenou mumií je „Ledový muž“ Ötzi, který zemřel v Alpách na hranici Rakouska a Itálie kolem roku 3300 př. n. l. Postupem času tělo pohltil ledovec a odhalila jej až bouře v březnu roku 1991. Dva němečtí horolezci Ötziho objevili 19. září 1991; spolu s ním bylo nalezeno více než 70 předmětů osobní potřeby.

### České mumie

#### Klatovy
V prostoru pod jezuitským kostelem Neposkvrněného početí Panny Marie a svatého Ignáce v Klatovech byla ukládána těla řádových bratří v černých klerikách a šlechtických příznivců řádu v nádherném oblečení. První uvedený pohřeb se zde konal v roce 1674, poslední v roce 1784, kdy císař Josef II. zakázal pohřbívání v kostelech.
Způsob mumifikace, který jezuité v Klatovech používali, je světovou raritou. Těla byla pokládána na chmelovou podložku, která působila antisepticky, a tam byla ovívána suchým vzduchem, který do kobky proudil důmyslným systémem větracích kanálů v dutých sloupech lodi kostela. Těla dnes váží okolo 8–10 kg.
Systém větrání byl narušen při přestavbě kostela v roce 1937. Většina mumií proto rychle podléhala zkáze a musela být na zdejším hřbitově pohřbena. Rozkladu uniklo asi čtyřicet mumifikovaných těl, která jsou v současnosti vystavena v rakvích se skleněnými víky.

#### Brno

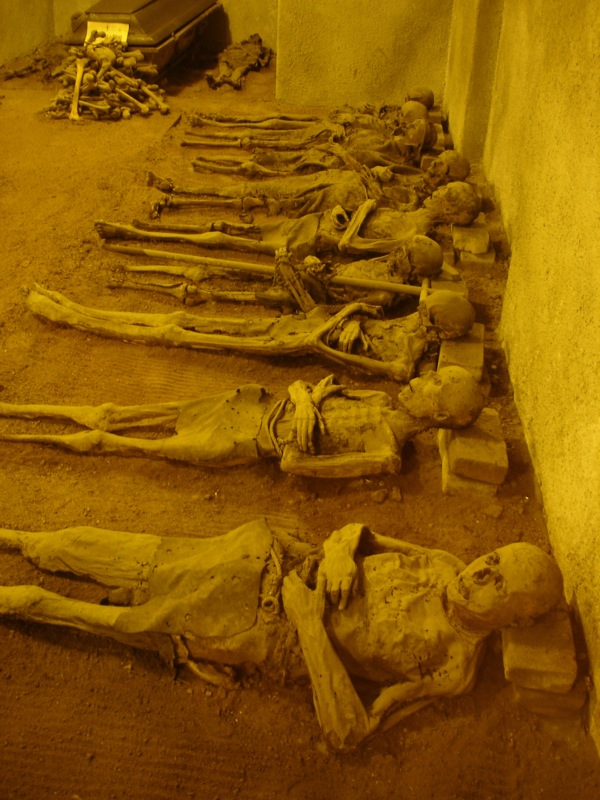
Mumie v kapucínské kryptě v Brně

V Brně se nachází kapucínská hrobka s mumiemi pod kostelem nalezení svatého Kříže. Byla vybudována v polovině 18. století a její autorství se připisuje staviteli Mořici Grimmovi. Vhodná geologická skladba půdy spolu s důmyslným systémem vzduchových průduchů umožnila vysušení a následné zachování pohřbených těl. Mrtví se zde ukládali až do roku 1787.
Z původních asi 150 těl kapucínů se do dnešní doby zachovalo 24. Všichni byli pochováni přímo na zem, oblečeni v řádová roucha. Pod hlavu se jim vkládaly dvě cihly.
Bylo zde pohřbeno také téměř 50 příznivců kapucínského řádu. Nejvýznamnější z nich je slavný dobrodruh František svobodný pán Trenck, pro kterého byla dokonce vybudována vlastní místnost. Dalšími mumiemi jsou městský radní Jakub Kuneš z Rosenthalu, generál a velitel Špilberku hrabě Jan Vilém Zinsendorf, architekt Mořic Grimm a další.

#### Vamberk / Broumov
Celkem 34 mumií pocházejících ze 17. a 18. století bylo uloženo v otevřených dřevěných rakvích v kryptě kostela sv. Prokopa ve Vamberku. V roce 2000 byly na dobu opravy přemístěny do Broumovského kláštera. Více zde…

## Mumie na Tenerife
Roku 1770 byla na Tenerife, jednom z Kanárských ostrovů, objevena sopečná jeskyně s tisíci mumií Guančů, původních obyvatel ostrova. Jejich balzamovací technika velmi připomínala egyptskou: z těla odstranili vnitřnosti, naplnili jej bylinami a usušili v dýmu. Do dnešní doby se však zachovalo pouze několik mumií Guančů, neboť byly v minulosti drceny a prodávány jako léky.

## Mumie ve filmu
Během 20. století se mumie a jejich kletby staly oblíbenou součástí hororových filmů. Nejstarším z nich je film Mumie z roku 1932 s Borisem Karloffem v roli Imhotepa. Dočkal se dvou předělávek, jedné v roce 1959 s Christopherem Lee (viz Mumie) a druhé v roce 1999 (viz Mumie). Obživlé mumie se však objevují i v mnoha jiných filmech. Obliba tohoto tématu patrně pramení z popularity údajné kletby Tutanchamonovy hrobky.

## Slavné mumie

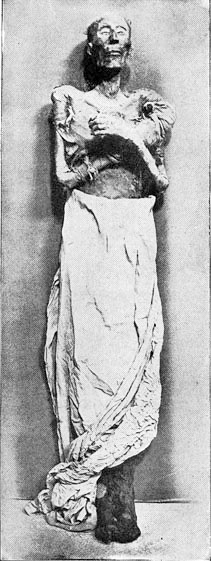
Ramesse II.

### Egyptské
- Tutanchamon
- Amenhotep III.
- Thutmose II.
- Ramesse I.
- Ramesse II.

### Jiné
- Bodies: The Exhibition
- Christian Friedrich von Kahlbutz
- Eva Perónová
- Grauballský muž
- Ho Či Min
- James Hepburn
- Jeremy Bentham
- Kim Il-Sung
- Klement Gottwald
- Lindowský muž
- Lindowská žena
- Loung Pordaeng
- Mao Ce-tung
- „Ledový muž“ Ötzi
- Qilakitsoqské mumie
- Tarimské mumie
- Tollundský muž
- Vissarion Korkoliacos
- Vladimir Iljič Lenin